# Dicliptera ewanii
Dicliptera ewanii är en akantusväxtart som beskrevs av Emery Clarence Leonard. Dicliptera ewanii ingår i släktet Dicliptera och familjen akantusväxter. Inga underarter finns listade i Catalogue of Life.